# Henderson Glacier
Henderson Glacier är en glaciär i Antarktis. Den ligger i Västantarktis. Chile gör anspråk på området. Henderson Glacier ligger 694 meter över havet.
Terrängen runt Henderson Glacier är kuperad söderut, men norrut är den platt. Trakten är obefolkad. Det finns inga samhällen i närheten. 